# Frederic Guillem d'Schleswig-Holstein-Sonderburg-Glücksburg
Frederic Guillem de Schleswig-Holstein-Sonderburg-Glücksburg (en alemany Friedrich Wilhelm von Schleswig-Holstein-Sonderburg-Glücksburg), va néixer a Lindenau-Prússia el 4 de gener de 1785 i va morir a Gottorp, ducat de Schleswig el 17 de febrer de 1831. Va ser un príncep de la Casa d'Oldenburg que esdevingué el primer duc de Schleswig-Holstein-Sonderburg-Glücksburg (duc de Schleswig-Holstein-Sonderbourg-Beck de 1816 a 1825 i duc de Schleswig-Holstein-Sonderbourg-Glücksbourg de 1825 a 1831)
i el fundador d'una línia reial que actualment inclou les Cases Reials de Dinamarca, Grècia, Noruega, i el Regne Unit. És avi de Frederic VIII de Dinamarca, d'Alexandra de Dinamarca (la dona d'Eduard VII del Regne Unit), de Jordi I de Grècia, i de Dagmar de Dinamarca (la dona d'Alexandre III de Rússia i mare de Nicolau II de Rússia).

## Biografia
Frederic Guillem era fill de Frederic Carles de Schleswig-Holstein-Sonderburg-Beck (1757-1816) i de la comtessa Frederica de Schlieben (1757-1827). El 25 de març de 1816, el príncep es va convertir en l'hereu del seu pare tot i tenir dues germanes més grans, Elisabet Frederica (1780-1862) i Maria Dorotea (1783-1803), sobre la base dels principis de primogenitura i d'agnació que privilegiaven el primer fill baró per damunt de les germanes grans. I el 6 de juliol de 1825 va esdevenir també duc de Glücksburg, per la qual cosa va canviar el títol heretat inicialment pel de duc de Schleswig-Holstein-Sonderburg-Glücksburg.

## Matrimoni i descendents
El 26 de gener de 1810 es va casar amb Lluïsa Carolina de Hessen-Kassel (1789-1867), filla de Carles de Hessen-Kassel i de Lluïsa de Dinamarca i Noruega. D'aquest matrimoni en van néixer deu fills:
- Lluïsa Maria Frederica (1810-1869)
- Frederica (1811-1902), casada amb Alexandre Carles d'Anhalt-Bernburg (1805-1863), un fill de Maria Frederica de Hessen-Kassel i d'Aleix d'Anhalt-Bernburg.
- Carles 1813-1878), que va ser el segon marit de Guillemina Maria de Dinamarca, filla del rei Frederic VI de Dinamarca i de Maria Sofia de Hessen-Kassel.
- Frederic (1814-1885).
- Guillem (1816-1893).
- Cristià IX de Dinamarca (1818-1906).
- Lluïsa (1820-1894), abadessa d'Itzehoe.
- Juli (1824-1903), casat amb Elisabet de Ziegesar (1856-1887).
- Joan (1825-1911).
- Nicolau (1828-1849).